# Đội tuyển bóng đá quốc gia Guyana
Đội tuyển bóng đá quốc gia Guyana (tiếng Anh: Guyana national football team) là đội tuyển cấp quốc gia của Guyana do Liên đoàn bóng đá Guyana quản lý.
Trận thi đấu quốc tế của đội tuyển Guyana là trận gặp đội tuyển Trinidad và Tobago vào năm 1905. Đội đã một lần tham dự cúp Vàng CONCACAF là vào năm 2019. Tại giải năm đó, đội chỉ có một trận hòa trước Trinidad và Tobago, thua 2 trận trước Hoa Kỳ và Panama, do đó dừng bước ở vòng bảng.

## Thành tích tại giải vô địch thế giới
- 1930 đến 1974 - Không tham dự
- 1978 đến 1998 - Không vượt qua vòng loại
- 2002 - FIFA cấm tham dự
- 2006 đến 2022 - Không vượt qua vòng loại

## Cúp Vàng CONCACAF
| Năm       | Thành tích               | Thứ hạng                 | Pld                      | W                        | D                        | L                        | GF                       | GA                       |
| --------- | ------------------------ | ------------------------ | ------------------------ | ------------------------ | ------------------------ | ------------------------ | ------------------------ | ------------------------ |
| 1991      | Không vượt qua vòng loại | Không vượt qua vòng loại | Không vượt qua vòng loại | Không vượt qua vòng loại | Không vượt qua vòng loại | Không vượt qua vòng loại | Không vượt qua vòng loại | Không vượt qua vòng loại |
| 1993      | Không vượt qua vòng loại | Không vượt qua vòng loại | Không vượt qua vòng loại | Không vượt qua vòng loại | Không vượt qua vòng loại | Không vượt qua vòng loại | Không vượt qua vòng loại | Không vượt qua vòng loại |
| 1996      | Không vượt qua vòng loại | Không vượt qua vòng loại | Không vượt qua vòng loại | Không vượt qua vòng loại | Không vượt qua vòng loại | Không vượt qua vòng loại | Không vượt qua vòng loại | Không vượt qua vòng loại |
| 1998      | Không tham dự            | Không tham dự            | Không tham dự            | Không tham dự            | Không tham dự            | Không tham dự            | Không tham dự            | Không tham dự            |
| 2000      | Không vượt qua vòng loại | Không vượt qua vòng loại | Không vượt qua vòng loại | Không vượt qua vòng loại | Không vượt qua vòng loại | Không vượt qua vòng loại | Không vượt qua vòng loại | Không vượt qua vòng loại |
| 2002      | Không vượt qua vòng loại | Không vượt qua vòng loại | Không vượt qua vòng loại | Không vượt qua vòng loại | Không vượt qua vòng loại | Không vượt qua vòng loại | Không vượt qua vòng loại | Không vượt qua vòng loại |
| 2003      | Không vượt qua vòng loại | Không vượt qua vòng loại | Không vượt qua vòng loại | Không vượt qua vòng loại | Không vượt qua vòng loại | Không vượt qua vòng loại | Không vượt qua vòng loại | Không vượt qua vòng loại |
| 2005      | Bỏ cuộc                  | Bỏ cuộc                  | Bỏ cuộc                  | Bỏ cuộc                  | Bỏ cuộc                  | Bỏ cuộc                  | Bỏ cuộc                  | Bỏ cuộc                  |
| 2007      | Không vượt qua vòng loại | Không vượt qua vòng loại | Không vượt qua vòng loại | Không vượt qua vòng loại | Không vượt qua vòng loại | Không vượt qua vòng loại | Không vượt qua vòng loại | Không vượt qua vòng loại |
| 2009      | Không vượt qua vòng loại | Không vượt qua vòng loại | Không vượt qua vòng loại | Không vượt qua vòng loại | Không vượt qua vòng loại | Không vượt qua vòng loại | Không vượt qua vòng loại | Không vượt qua vòng loại |
| 2011      | Không vượt qua vòng loại | Không vượt qua vòng loại | Không vượt qua vòng loại | Không vượt qua vòng loại | Không vượt qua vòng loại | Không vượt qua vòng loại | Không vượt qua vòng loại | Không vượt qua vòng loại |
| 2013      | Không vượt qua vòng loại | Không vượt qua vòng loại | Không vượt qua vòng loại | Không vượt qua vòng loại | Không vượt qua vòng loại | Không vượt qua vòng loại | Không vượt qua vòng loại | Không vượt qua vòng loại |
| 2015      | Không vượt qua vòng loại | Không vượt qua vòng loại | Không vượt qua vòng loại | Không vượt qua vòng loại | Không vượt qua vòng loại | Không vượt qua vòng loại | Không vượt qua vòng loại | Không vượt qua vòng loại |
| 2017      | Không vượt qua vòng loại | Không vượt qua vòng loại | Không vượt qua vòng loại | Không vượt qua vòng loại | Không vượt qua vòng loại | Không vượt qua vòng loại | Không vượt qua vòng loại | Không vượt qua vòng loại |
| 2019      | Vòng bảng                | 13th                     | 3                        | 0                        | 1                        | 2                        | 3                        | 9                        |
| 2021      | Không vượt qua vòng loại | Không vượt qua vòng loại | Không vượt qua vòng loại | Không vượt qua vòng loại | Không vượt qua vòng loại | Không vượt qua vòng loại | Không vượt qua vòng loại | Không vượt qua vòng loại |
| 2023      | Không vượt qua vòng loại | Không vượt qua vòng loại | Không vượt qua vòng loại | Không vượt qua vòng loại | Không vượt qua vòng loại | Không vượt qua vòng loại | Không vượt qua vòng loại | Không vượt qua vòng loại |
| Tổng cộng | 1 lần vòng bảng          | 1/25                     | 3                        | 0                        | 1                        | 2                        | 3                        | 9                        |

## Đội hình
Đây là đội hình tham dự vòng loại World Cup 2022 gặp Saint Kitts và Nevis và Puerto Rico vào tháng 6 năm 2021.

Tính đến ngày 8 tháng 6 năm 2021
| Số | VT | Cầu thủ              | Ngày sinh (tuổi)  | Trận | Bàn | Câu lạc bộ                      |
| -- | -- | -------------------- | ----------------- | ---- | --- | ------------------------------- |
| 22 | TM | Akel Clarke          | 25 tháng 10, 1988 | 14   | 0   | Walking Boyz Company            |
| 1  | TM | Kai McKenzie-Lyle    | 30 tháng 11, 1997 | 8    | 1   | Cambridge United                |
| 18 | TM | Shawn Adonis         | 14 tháng 5, 2002  | 0    | 0   | Police                          |
|    |    |                      |                   |      |     |                                 |
| 5  | HV | Miquel Scarlett      | 27 tháng 9, 2000  | 4    | 0   | Cầu thủ tự do                   |
| 3  | HV | Matthew Briggs       | 6 tháng 3, 1991   | 14   | 1   | Vejle                           |
| 4  | HV | Liam Gordon          | 15 tháng 5, 1999  | 7    | 0   | Bolton Wanderers                |
| 23 | HV | Kevin Layne          | 1 tháng 1, 2000   | 1    | 0   | Mount Pleasant Football Academy |
| 13 | HV | Nicolai Andrews      |                   | 1    | 0   | Santos                          |
| 2  | HV | Bayli Spencer-Adams  | 26 tháng 6, 2001  | 2    | 0   | Watford                         |
| 15 | HV | Terence Vancooten    | 29 tháng 12, 1997 | 15   | 1   | Stevenage                       |
|    |    |                      |                   |      |     |                                 |
| 21 | TV | Nathan Moriah-Welsh  | 18 tháng 3, 2002  | 2    | 0   | Bournemouth                     |
| 16 | TV | Marcus Wilson        |                   | 0    | 0   | Santos                          |
| 14 | TV | Daniel Wilson        | 1 tháng 11, 1993  | 37   | 1   | Police                          |
| 6  | TV | Jobe Caesar          | 1 tháng 1, 1999   | 2    | 0   | Guyana Defence Force            |
| -  | TV | Javier George        | 11 tháng 9, 1999  | 0    | 0   | Stade Beaucairois               |
| 12 | TV | Pernell Schultz      | 7 tháng 4, 1994   | 17   | 3   | Police                          |
|    |    |                      |                   |      |     |                                 |
| 11 | TĐ | Stephen Duke-McKenna | 4 tháng 3, 1994   | 7    | 0   | Queens Park Rangers             |
| 7  | TĐ | Keanu Marsh-Brown    | 10 tháng 8, 1992  | 15   | 1   | Gloucester City                 |
| 17 | TĐ | Omari Glasgow        | 22 tháng 11, 2003 | 3    | 1   | Fruta Conquerors                |
| 9  | TĐ | Kelsey Benjamin      | 8 tháng 5, 1999   | 8    | 1   | Guyana Defence Force            |
| 19 | TĐ | Osafa Simpson        |                   | 2    | 0   | Police                          |
| 20 | TĐ | Trayon Bobb          | 5 tháng 1, 1993   | 41   | 10  | Uitvlugt Warriors               |
| -  | TĐ | Emery Welshman       | 9 tháng 11, 1991  | 21   | 10  | Hapoel Ra'anana                 |

### Từng được triệu tập
| Vt | Cầu thủ           | Ngày sinh (tuổi)  | Số trận | Bt | Câu lạc bộ                 | Lần cuối triệu tập |
| -- | ----------------- | ----------------- | ------- | -- | -------------------------- | ------------------ |
| TV | Sam Cox           | 10 tháng 10, 1990 | 26      | 0  | Hampton & Richmond Borough | {{{lần cuối}}}     |
|    |                   |                   |         |    |                            |                    |
| TĐ | Callum Harriott   | 4 tháng 3, 1994   | 9       | 1  | Colchester United          | {{{lần cuối}}}     |
|    |                   |                   |         |    |                            |                    |
| TĐ | Nicholas McArthur | 21 tháng 12, 2001 | 2       | 0  | Fruta Conquerors           | {{{lần cuối}}}     |